# James F. Amos

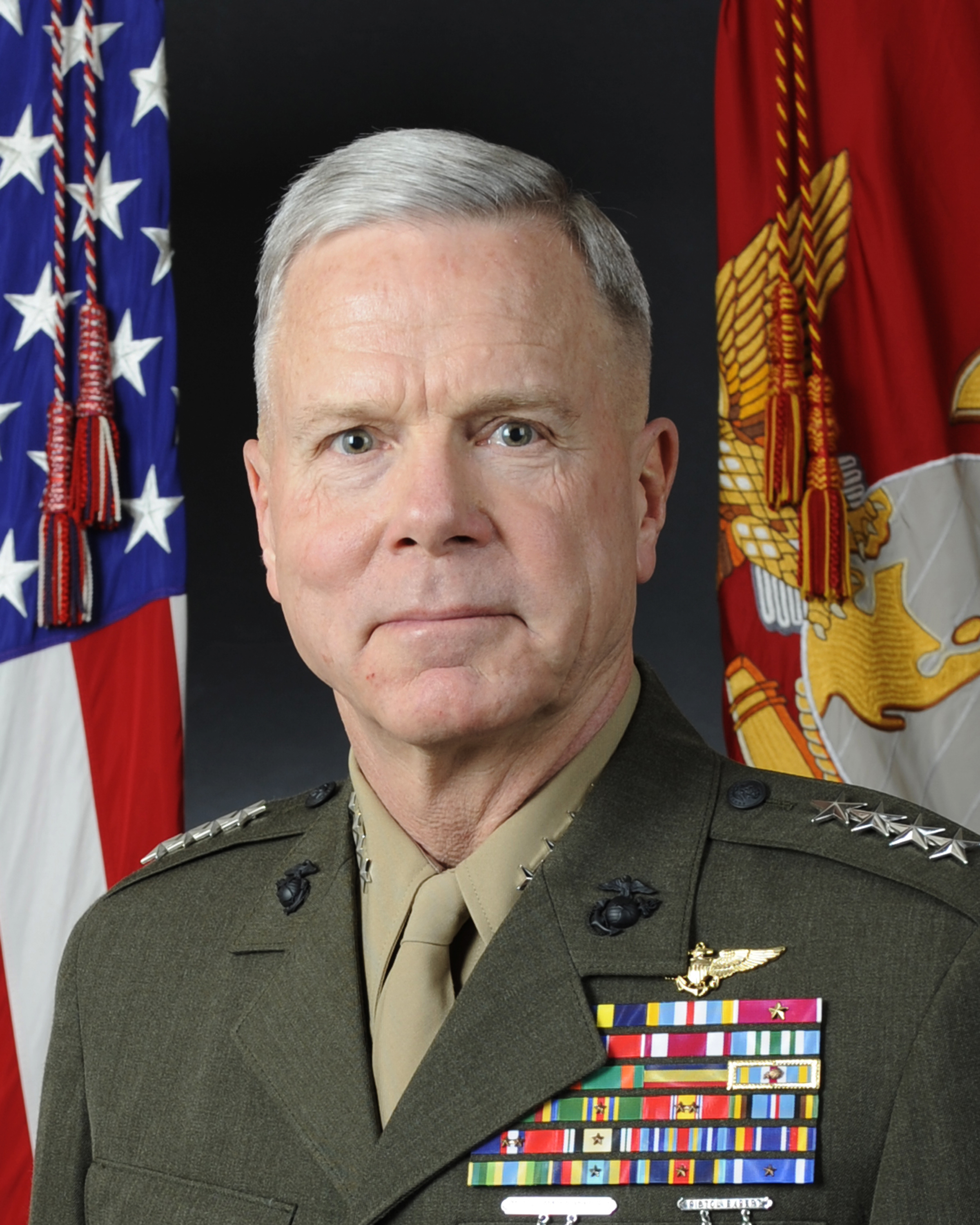
General James F. Amos

James F. Amos (* 12. November 1946 in Wendell, Idaho) ist ein ehemaliger General des United States Marine Corps. Vom 22. Oktober 2010 bis zum 17. Oktober 2014 war er der 35. Commandant of the Marine Corps, zuvor diente er von Juli 2008 bis Oktober 2010 als Assistant Commandant of the Marine Corps.

## Leben
Amos ist Absolvent der University of Idaho (1970). Im gleichen Jahr wurde er Soldat des USMC. Im Jahr 1971 wurde er Marineflieger (Naval Aviator). Er führte unter anderem das VMFA-312, die Marine Aircraft Group 31, das Geschwader 3rd Marine Aircraft Wing (Operation Enduring Freedom 2003 und 2004), II MEF (Juli 2004 bis Juli 2006) und das Marine Corps Combat Development Command.
Amos war der erste Marineflieger in der Geschichte des Marine Corps, der als dessen Commandant verantwortlich für die Führung der Teilstreitkraft zeichnete.

## Auszeichnungen
Auswahl der Dekorationen, sortiert in Anlehnung der Order of Precedence of the Military Awards:
- Navy Distinguished Service Medal
- Defense Superior Service Medal
- Legion of Merit (2 ×)
- Bronze Star
- Meritorious Service Medal
- Joint Service Commendation Medal
- Navy & Marine Corps Achievement Medal
- Navy Unit Commendation
- National Defense Service Medal
- Kosovo Campaign Medal (3 ×)
- Iraq Campaign Medal (2 ×)
- Global War on Terrorism Expeditionary Medal
- Global War on Terrorism Service Medal
- Armed Forces Service Medal
- NATO-Medaille für den Einsatz in Jugoslawien (2 ×)